# Пако Марсо
Па́ко Марсо́ (исп. Paco Marsó, настоящее полное имя Франсиско Мартинес Сосиас исп. Francsisco Martinez Socias; 4 апреля 1948, Макаэль, Альмерия — 5 ноября 2010, Малага) — испанский актёр и театральный деятель, телеведущий.

## Биография
Марсо был преимущественно театральным актёром, хотя в 1967—1979 годах снялся в 15 ролях в кино. Позднее работал на телевидении, в том числе ведущим на канале Telecinco. Вместе с женой Кончей Веласко организовал театр и издательство. В браке имел двоих детей. Расстался с женой в 2005 году.

## Фильмография
- 1967: Teatro de siempre
- 1971: Captain Apache
- 1997: La buena estrella